# Tom Gompf
Tom Gompf (Dayton (Ohio), Estados Unidos, 17 de marzo de 1939) es un clavadista o saltador de trampolín estadounidense especializado en plataforma de 10 metros, donde consiguió ser medallista de bronce olímpico en 1964.

## Carrera deportiva
En los Juegos Olímpicos de 1964 celebrados en Tokio (Japón) ganó la medalla de bronce en los saltos desde la plataforma de 10 metros, con una puntuación de 146 puntos, tras su compatriota Robert Webster (oro con 148 puntos) y el italiano Klaus Dibiasi (plata con 147 puntos).